# Грант (округ Данн, Вісконсин)
Грант (англ. Grant) — місто (англ. town) в США, в окрузі Данн штату Вісконсин. Населення — 395 осіб (2020).

## Демографія
Згідно з переписом 2010 року, у місті мешкало 385 осіб у 148 домогосподарствах у складі 116 родин. Було 173 помешкання
Расовий склад населення:
| - 99,0 % — білих - 0,5 % — чорних або афроамериканців |

До двох чи більше рас належало 0,5 %. Частка іспаномовних становила 0,0 % від усіх жителів.
За віковим діапазоном населення розподілялося таким чином: 22,6 % — особи молодші 18 років, 66,0 % — особи у віці 18—64 років, 11,4 % — особи у віці 65 років та старші. Медіана віку мешканця становила 44,1 року. На 100 осіб жіночої статі у місті припадало 120,0 чоловіків;  на 100 жінок у віці від 18 років та старших — 112,9 чоловіків також старших 18 років.
Середній дохід на одне домашнє господарство  становив 63 780 доларів США (медіана — 61 250), а середній дохід на одну сім'ю — 69 578 доларів (медіана — 68 750). Медіана доходів становила 44 167 доларів для чоловіків та 33 438 доларів для жінок. За межею бідності перебувало 6,5 % осіб, у тому числі 4,3 % дітей у віці до 18 років та 3,4 % осіб у віці 65 років та старших.
Цивільне працевлаштоване населення становило 189 осіб. Основні галузі зайнятості: освіта, охорона здоров'я та соціальна допомога — 25,4 %, сільське господарство, лісництво, риболовля — 16,9 %, виробництво — 15,3 %.